# Patrick Murphy Woodlock
Patrick Murphy Woodlock (Waterford, Irlanda, 1700 – Jerez de la Frontera, 1764) fue un comerciante  de origen irlandés afincado en Jerez de la Frontera, quien llegó a dicha ciudad alrededor del año 1725 donde estableció sus negocios principalmente en el sector bodeguero. En 1730 fundó la bodega más antigua de Jerez que aún en la actualidad mantiene su actividad, denominada actualmente Bodegas Fundador.

## Contexto histórico: Irlanda a finales delsigloXVII
Durante la Guerra Guillermita el ejército afín al rey de Inglaterra Jacobo II (Jacobitas) y los partidarios de Guillermo de Orange (Guillermitas) se enfrentaron y lucharon por el trono inglés, escocés e irlandés. Los católicos (Jacobitas) tenían la convicción que tras la guerra, el rey les devolvería las tierras que les habían sido confiscadas y otorgadas a los anglicanos durante la época de Oliver Cromwell. Ambos ejércitos se enfrentaron en la batalla del Boyne en 1690, aunque fue el 12 de julio de 1691 cuando el ejército católico fue finalmente derrotado en la Batalla de Aughrim. La victoria del bando Guilllermita supuso el dominio tanto británico como protestante en toda Irlanda, provocando que a partir de 1691 unas 24.000 personas y familiares jacobitas abandonaron dicha región, conocida como la Fuga de los Gansos Salvajes (Wild Geese), en busca de exilio en Europa. Muchos de estos exiliados eran soldados que fueron reclutados por los ejércitos continentales, otros en cambio, se dedicaron a establecer sus negocios en diferentes países europeos. En 1695, el Parlamento de Irlanda en su mayoría protestante, endureció su política contra los católicos, actualizando las leyes penales, con lo que el flujo migratorio hacia países como Francia o España fue constante durante esos años.
La viticultura y el comercio de vinos fueron los principales negocios de muchos irlandeses quienes deseaban afincarse en algún país de tradición católica, desde donde establecer lazos comerciales con otros países, incluida Irlanda. Conocidos como Gansos del Vino (Wine Geese), algunos de ellos lograron levantar negocios de éxito que han perdurado hasta la actualidad, como fue el caso de Patrick Murphy, fundador de la posterior bodega jerezana Pedro Domecq, actualmente Bodegas Fundador.

## Nacimiento de Patrick Murphy
En este contexto nació Patrick Murphy, hijo de John Murphy y Elizabeth Woodlock, en la ciudad irlandesa de Waterford (en su testamento redactado en Jerez, aparece en castellano el apellido de su madre como Burloc y su ciudad como Guatfort) aproximadamente entre los años 1690 y 1700, aunque no se hallan datos documentados en los archivos de la ciudad de origen. El catolicismo se encontraba tan discriminado por las leyes penales que no se tienen registros de bautismos ni matrimonios católicos anteriores al siglo XIX.
En Waterford, al igual que en el resto de Irlanda, a las familias católicas les resultaba muy difícil conservar sus tierras y comerciar, por lo que muchas de ellas se marcharon entre otros países a España y, desde allí, muchas de estas familias desarrollaron diferentes maneras de mantener lazos comerciales con Waterford. Durante los inicios del siglo XVIII, el puerto de Cádiz registraba una incesante actividad, gran parte de ella debida al comercio de Vino de Jerez con otros países. La afluencia irlandesa en Cádiz se hace patente en el catálogo de disposiciones testamentarias de irlandeses, publicado en 2022 por el Archivo Provincial de Cádiz, en el que se encuentran 769 disposiciones testamentarias en los Protocolos Notariales que llegan hasta 1881 de personas que manifestaron ser naturales de Irlanda, muchos de ellos procedentes del condado de Waterford.

## Patrick Murphy en Jerez de la Frontera

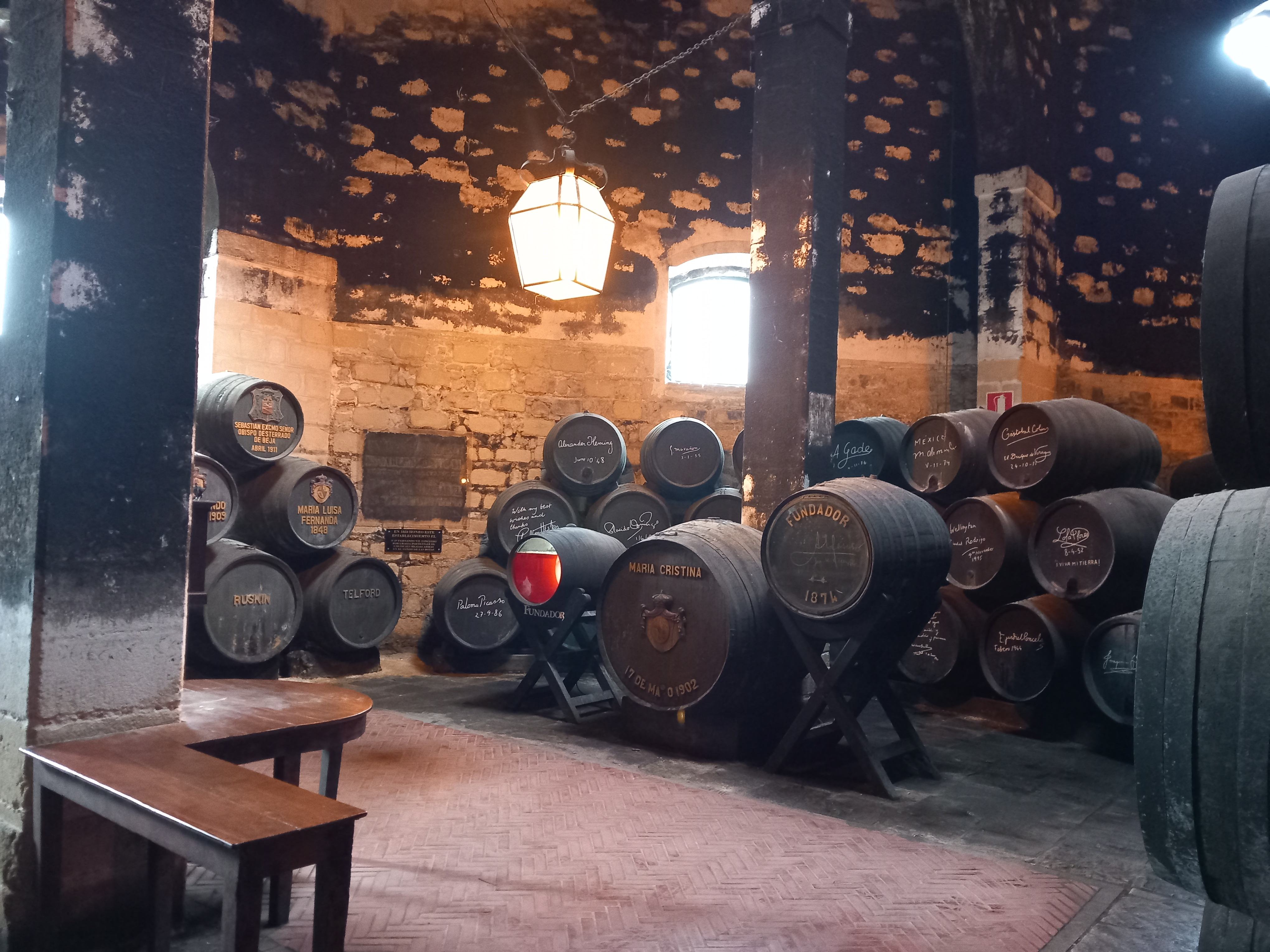
Interior de Bodega el Molino.

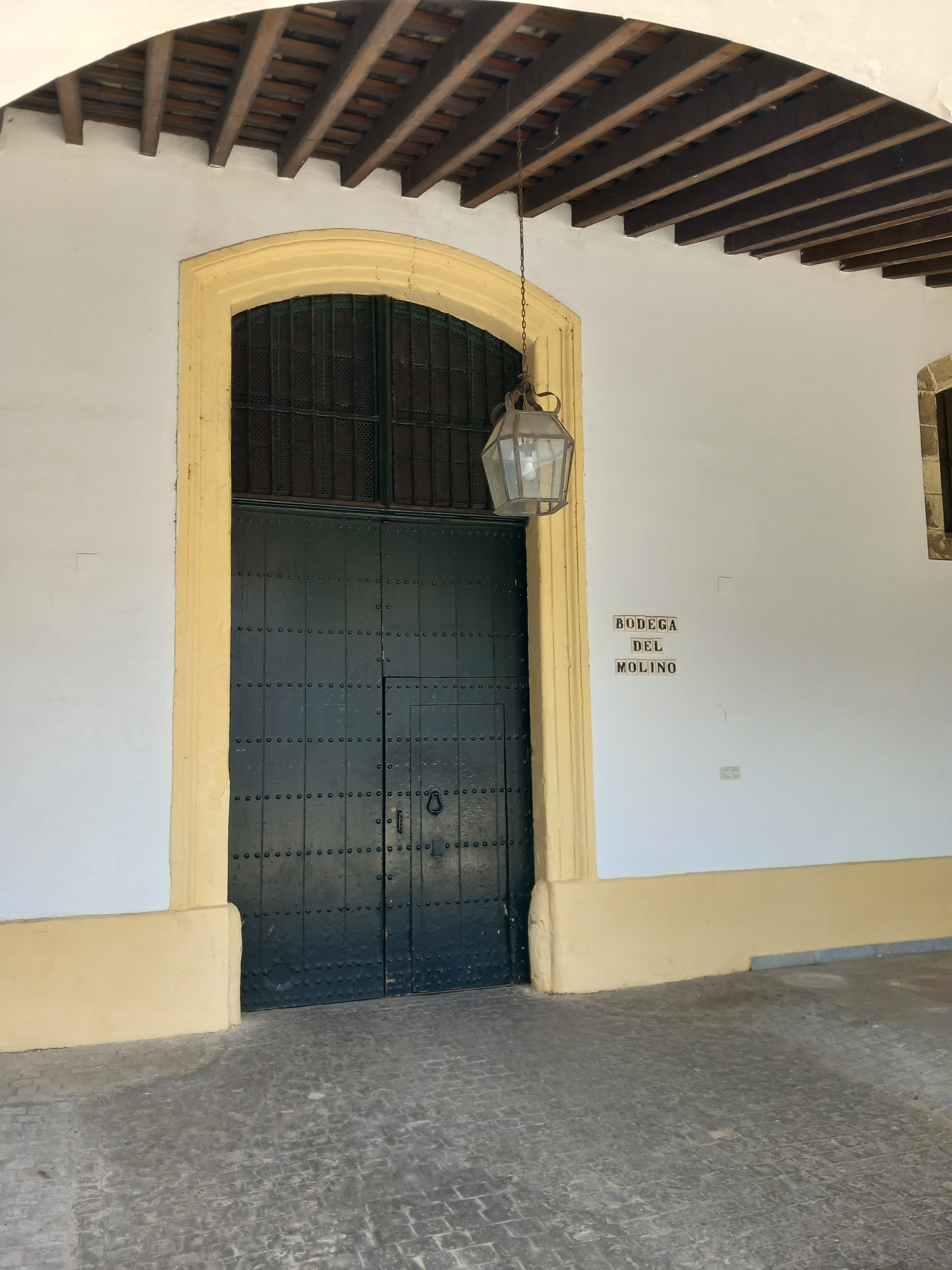
Bodega el Molino. Fundada en 1730 por Patrick Murphy.

Patrick Murphy debió llegar a Jerez de la Frontera en la primera mitad del siglo XVIII, aproximadamente en el año 1725, donde probablemente fue acogido por algún anterior familiar emigrante irlandés y se afincó en la ciudad para establecer inicialmente un negocio de exportación de lana. En 1730 compra la Bodega el Molino, el casco de bodega más antiguo del Marco de Jerez que actualmente conserva su actividad y ubicada en las inmediaciones de la desaparecida Puerta de Rota perteneciente a la antigua muralla árabe de la ciudad, fundando un negocio de elaboración, almacenamiento y exportación de Vinos de Jerez y dando origen a la posterior Pedro Domecq, actualmente Bodegas Fundador. En 1732 adquiere la viña El Majuelo, en el pago de Macharnudo, incorporando la producción de uva como materia prima a su negocio, verticalizando su proceso y rompiendo las normas del Antiguo Régimen en el sector vitivinícola. Patrick se instala en aquellos años en Plaza Plateros y más tarde en unas casas en la plazuela de la calle Tornería, en el lugar que ocupa el actual número 5 de dicha calle en Jerez de la Frontera.
En 1736 firma ante el escribano Juan Ponziano de Arguello un poder para testar donde incluye a cuatro albaceas: Pedro Otazza, Pedro Canisbro, Roberto Valois y John Woodlock. Estos dos últimos eran irlandeses de Waterford, compatriotas de Patrick Murphy y se encuentran en el anterior citado catálogo del Archivo provincial de Cádiz, por lo que se puede confirmar la conexión previa con conocidos y paisanos de su ciudad de origen. Curiosamente Roberto Valois (Walsh en inglés) aparece en dicho catálogo en alguna de las citas como Roberto José Valois Murphy, por lo que es muy probable que tuviera alguna relación de parentesco con Patrick. Igualmente ocurre con John Woodlock, el cual,  en su testamento de 1761, conservado en el Archivo Provincial de Cádiz, en su sexta disposición hace referencia a su parienta Ally Murphy, vecina de Waterford, por lo que también cabe la sospecha que tuvieran algún tipo de vínculo familiar. 
En 1745 adquirió unas 15 aranzadas de tierra y viña en el pago de la Ramona a los herederos de Juan Agustín de Pastrana. Esta viña es la parte más antigua de los viñedos del pago de Macharnudo en el Marco de Jerez. Por aquel año, Murphy que se encontraba soltero y frágil de salud, se asocia con el comerciante Jean Haurie Nebout, amigo y vecino de la calle Tornería, quien lo apoyó personal y económicamente en la dirección de sus negocios.

## Fallecimiento y herencia de Patrick Murphy
Tres días antes de fallecer, Patrick decide realizar testamento ante Diego de Flores Riquelme, el 18 de julio de 1764, declarando a Jean Haurie Nebout y Juan Pedro Lacostra (seguramente harían referencia a Juan Pedro Lacoste o Jean Pierre Lacoste) como herederos universales de todas sus posesiones y negocios. Este protocolo notarial se encuentra en el Archivo Histórico Municipal de Jerez de la Frontera. Finalmente, Patrick Murphy fallece soltero el 21 de julio de 1764, como así aparece recogido en su partida de defunción de dicho año en la Iglesia de San Marcos de Jerez, al ser vecino de dicha collación, documento conservado en el Archivo Histórico Diocesano de Jerez, donde se describe que fue enterrado en "Capilla del Santísimo Cristo del Calvario Extramuros”. En estos documentos se recoge la fe católica profesada por Murphy y en su testamento queda expresada la devoción que sentía por dicha hermandad, a la que, finalmente, de su casa de la calle Tornería, donó 14 cuadros entre los que se encontraban láminas de los Apóstoles, la Virgen y San Salvador, con el fin de quedar expuestos en dicho templo.